# ألكسيوس الثاني كومنينوس
ألكسيوس الثاني كومنينوس ((باليونانية: Αλέξιος Β’ Κομνηνός, Alexios II Komnēnos)) (10 سبتمبر 1169 – أكتوبر 1183، كان امبراطور بيزنطي (1180–1183)، وهو ابن الإمبراطور مانويل كومنينوس وماريا، ابنة ريموند، أمير أنطاكية.، كان الوريث الذكر الذي طال انتظاره، وسمي ألكسيوس تحقيقاً لنبوءة مانويل الأول كومنينوس.

## حكمه ووفاته
عند وفاة مانيوِل عام 1180، ماريا، التي أصبحت راهبة تحت اسم خـِنه، أصبحت وصية على العرش (حسب بعض المؤرخين). استبعدت ابنها الصغير من السلطة، معطية إياها إلى ألكسيوس بروتوسباستوس (ابن عم ألكسيوس الثاني)، الذي يعتقد شعبياً أنه حبيبها. حاول أصدقاء ألكسيوس الثاني الصغير تشكيل حزب ضد الامبراطورة الأم وبروتوسباستوس؛ ماريا أخت ألكسيوس الثاني غير الشقيقة، زوجة القيصر يوحنا (رينيه من مونفرا)، أشعلت احتجاجات في شوارع العاصمة.
هُزم حزبهم في 2 مايو 1182، لكن أندرونيكوس كومنينس، أول أبناء عم الإمبراطور مانيوِل، استغل الفوضى طمعاً في التاج. دخل القسطنطينية، وحصل على مراتب الشرف العليا، وأطاح بالحكومة. أُحتفل بوصوله بذبح 80.000 لاتيني في القسطنطينية، خاصة التجار البنادقة، المذابح التي لم يحاول إيقافها. سمح بتتويج ألكسيوس الثاني لكنه كان مسئولاً عن وفاة معظم المدافعين الحاليين والمتوقعين عن الإمبراطور الشاب، ومن بينهم أمه، وأخته غير الشقيقة، والقيصر، ورفض السماح له بأي تدخل في الشؤون العامة.

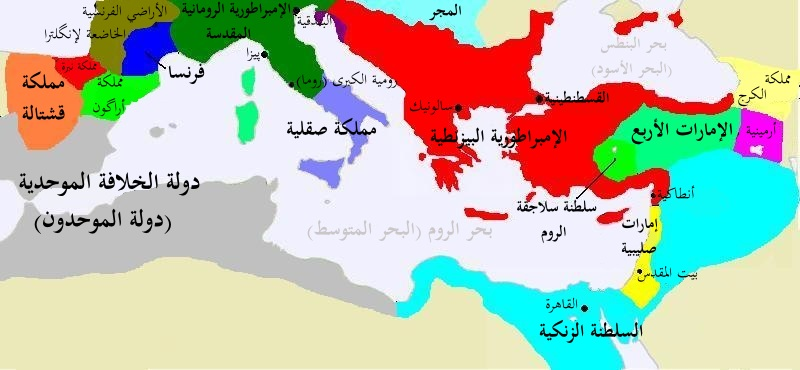
الامبراطورية عام 1180، عندما أصبح ألكسيوس امبراطوراً.

خطبة ألكسيوس الثاني عام 1180 لأغنس من فرنسا، ابنة لويس السابع ملك فرنسا من ثالث زوجاته أأديلا من شامبانيا وكان في ذلك الوقت طفلاً في التاسعة من عمره، على ما يبدو لم تكلل بالزواج. الآن، أصبح أندرونيكوس يطالب رسمياً بالعرش كامبراطور-شريك أمام الحشد على شرفة كنيسة المسيح في شالكه، وبعد وقت ليس بطويل، وبحجة أن الحكم المقسم ليس في صالح الامبراطورية، دبر مقتل ألكسيوس الثاني مخنوقاً بحبل قوس، في أكتوبر 1183. أثناء حكم ألكسيوس الثاني، تعرضت الامبراطورية البيزنطية لغزو الملك بيلا الثالث، وخسرت سيرميا، والبوسنة لصالح مملكة المجر عام 1181؛ ولاحقاً استولى البنادقة على دالماسيا. غزا قلج أرسلان الثاني الامبراطورية عام 1182، بعد هزيمته البيزنطيين في حصار كوتاهية، مما أدى لخسارة الامبراطورية لكوتاهية وسوزوبوليس.

## تصويره في الأدب
كان ألكسيوس إحدى شخصيات رواية تاريخية بعنوان أغنس من فرنسا (1980) للكاتب اليوناني كوستاس كيريازيس. وصفت الرواية الأحداث التي وقعت في عهد مانيوِل الأول، ألكسيوس الثاني، وأندرونيكوس الأول كما رأتها أغنس.